# استفان دی گرودت
استفان دی گرودت (انگلیسی: Stéphane De Groodt؛ زادهٔ ۳ مارس ۱۹۶۶) بازیگر اهل بلژیک است.
از فیلم‌ها یا برنامه‌های تلویزیونی که وی در آن نقش داشته‌است می‌توان به آستریکس در بازی‌های المپیک، استریکس و اوبلیکس: خدا حافظ خاک بریتانیا، غریبه‌های فامیل، بدون اینکه اثری از خود بجا بگذارد، باربیکیو و بانوی پیر من اشاره کرد.